# Michel Petite
Michel Petite (né le 18 février 1947 à Paris) est un avocat au barreau de Paris et ancien haut fonctionnaire de l'Union européenne.

## Formation, carrière nationale
Après avoir obtenu sa maîtrise en droit à Paris en 1968, il passe le diplôme d’études supérieures en droit public en 1970, puis le diplôme d’études supérieures en droit privé en 1971. 
Il choisit d'abord une carrière universitaire à partir de 1972, en tant qu’assistant en droit à l’université d'Orléans et chargé de cours à l’université Paris II, et ceci jusqu’en 1979.
Parallèlement, il intègre le barreau de Paris et prête son serment d’avocat le 23 janvier 1974. Cette même année, il est désigné secrétaire de la conférence du stage des avocats au Conseil d'État et à la Cour de cassation.

## Carrière européenne

Michel Petite (à gauche) avec Romano Prodi, président de la Commission européenne, en 2000 à Bruxelles.

Après quelques années de pratique d’avocat, il réussit le concours d’entrée à la Commission européenne et entre à la direction générale Industrie et Marché Intérieur en 1979. Il y est chargé de l’harmonisation du droit des sociétés, et travaille plus particulièrement sur les directives sur les comptes consolidés, les comptes bancaires et les comptes d’assurance.
En janvier 1985, il rejoint ensuite le cabinet du vice-président de la Commission Francis Cockfield, commissaire chargé du marché intérieur dans la Commission Delors I. Puis, de janvier à septembre 1989, il est chef de cabinet adjoint de Christiane Scrivener, commissaire chargé des questions fiscales.
Il retourne ensuite dans les services, et passe un an comme chef de l’unité « Contrôle des concentrations » de septembre 1989 à septembre 1991. Il sera ainsi chargé de mettre en œuvre le premier règlement n° 4064/89 sur les concentrations entre entreprises, adopté en décembre 1989.
En 1991, il rejoint le cabinet du président de la Commission Jacques Delors comme conseiller juridique, et est chargé des questions juridiques dans les domaines de la concurrence, du marché intérieur et de l’élargissement.
Il dirige ensuite l’équipe de négociations du Traité d'Amsterdam de la Commission européenne de 1995 à 1997.
Après une année sabbatique à l'université Harvard dans le programme de fellowship du « Center for International Affairs », il devient directeur chargé des aides d’État à la direction générale de la Concurrence.
Il rejoint ensuite le cabinet du président de la Commission Romano Prodi, où il est conseiller principal, chargé des questions juridiques et institutionnelles de 1999 à 2000, pour ensuite diriger le cabinet de 2000 à 2001.
Après s'être vu offrir le poste de directeur général de la direction générale de la concurrence, il opte pour celui de directeur général du service juridique, qu’il occupe de 2001 à 2007.

## Carrière d'avocat et de lobbyiste

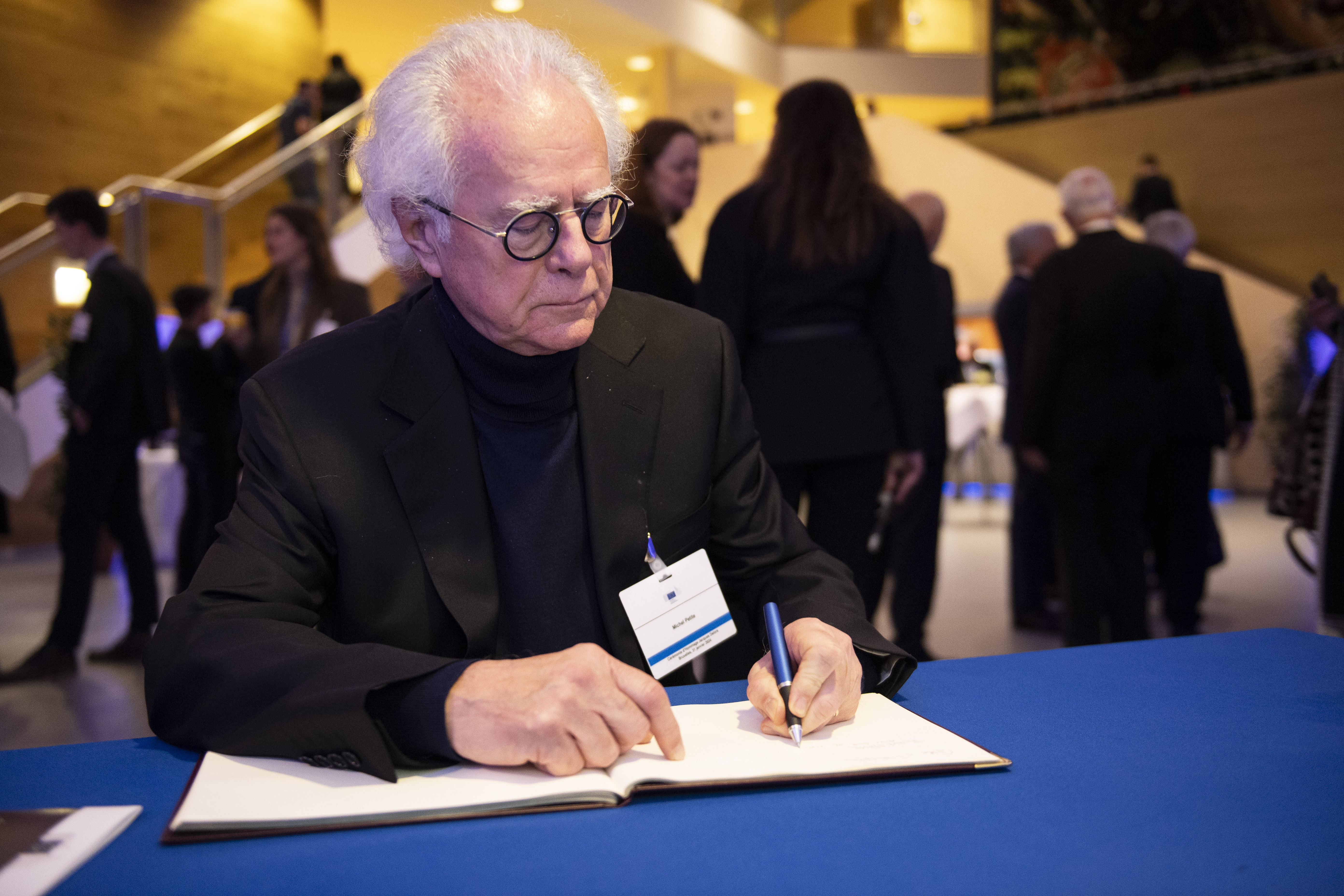
Michel Petite en 2024.

Il quitte la direction du service juridique en janvier 2008 pour rejoindre le cabinet d’avocat Clifford Chance, spécialisé notamment dans le lobbying auprès de la Commission européenne, en tant que « Avocat Of Councel ». Dans le cadre de cette activité il travaille notamment comme conseiller juridique de Philip Morris International. Cette affectation lui vaut d'être nommé aux Worst EU Lobbying Awards en 2008.
Parallèlement à cette activité de lobbying, il est nommé chef du comité d'éthique ad hoc pour les questions de conflit d'intérêts de la Commission européenne, un poste qu'il occupe de 2009 à 2012. Son mandat est reconduit en décembre 2012 pour trois ans supplémentaires. Cette double affiliation lui attire des critiques car elle constitue un cas typique de porte tambour entrant en contradiction avec son rôle au sein du comité d'éthique. En effet, il a suivi de près des dossiers relatifs au tabac en tant que directeur général du service juridique de la Commission européenne, avec notamment la signature d'un accord entre la Commission européenne et Philip Morris International en 2004 à propos de la contrebande et de la contrefaçon des cigarettes, avant de finalement travailler pour Philip Morris International dans le cadre de son activité pour le cabinet Clifford Chance. Son travail sur ce dossier l'amène à avoir des conversations avec des membres du service juridique de la Commission européenne en 2011 et 2012. À la suite d'une plainte déposée par plusieurs ONG (Corporate Europe Observatory, LobbyControl et Corporate Accountability International (en)) auprès du médiateur européen en janvier 2013, il est remplacé en décembre 2013.